# Суходольское озеро
Суходо́льское озеро (ранее Су́вантоярви, Су́ванто, др.-рус. Свань, Сванское озеро, фин. Suvantojärvi) — озеро в Приозерском районе Ленинградской области на севере Карельского перешейка. Площадь озера составляет 44,4 км², высота над уровнем моря — 7 метров, наибольшая глубина — 24 метра. Соединяется с Вуоксой через Лосевскую протоку. Является истоком реки Бурной, впадающей в Ладожское озеро.
Заселение берегов озера людьми началось ещё в VIII веке на территории современной Ольховки. В результате строительств каналов в 1818 и 1857 годах озеро стало частью нового русла Вуоксы. Во время Второй мировой войны на берегах озера происходили боевые действия.
На берегах озера расположено около 190 артефактов неолита, а также археологический комплекс позднего железного века и Средневековья.

## Название
В «Писцовой книге Водской пятины Дмитрия Китаева 7008 года» 1499 или 1500 года Суходольское озеро упоминалось под названиями «Свань» и «Сванское озеро». По мнению Д. И. Шитова, данные названия являются искажёнными версиями финского названия озера — Suvanto (с фин. — «речной плёс», «суводь», «пруд», «заводь», «бассейн»), однако противоположное мнение имеет В. Н. Смирнов, считающий, что финское название появилось после 1617 года путём искажения русских. До середины XX века в качестве русского названия озеро использовался гидроним Сувантоярви (или просто Суванто), в 1950 году озеро решением властей Ленинградской области было переименовано в Суходольское.

## Физико-географическая характеристика
Суходольское — озеро ледникового происхождения. Находится на высоте 7 метров над уровнем моря. Площадь озера составляет 44,4 км², длина — 30 км, ширина — 2 км, протягивается с северо-запада на юго-восток на 40 км. Наибольшая глубина — 24 метра. В Суходольское впадают Лосевская протока, соединяющие его с Вуоксой, реки Сосновка и Лосевка, а также ручьи Заозерный и Тихий. Стоком озера является река Бурная, впадающая в Ладожское озеро. В центральной части озера между Портовым и Ольховкой расположены острова Средний и Лесистый, в западной части около Варшко — безымянный остров площадью примерно 600 м².

## Фауна
В Суходольском озере водятся лещ, щука, налим, окунь, плотва, угорь, лосось, судак, жерех, чехонь и подвид обыкновенного сига сиг вуоксинский, реже встречается обыкновенный сом. На безымянном острове в западной части озера гнездятся чайки.

## Население и хозяйственное освоение
На берегах Суходольского озера расположены следующие населённые пункты: Лососёво, Лосево, Удальцово, Ольховка, Портовое, Суходолье, Громово, Варшко и Овраги. На озере действуют два рыбоводных хозяйства: ООО «Форват» и ООО «Экон».

## История
Суходольское озеро возникло после образования Невы 3300 лет назад. Ранее оно не имело выхода в Ладожское озеро, на месте реки Бурной был песчаный перешеек длиной 300 метров. Озеро было выше и в два раза больше: согласно оценке В. Н. Смирнова его площадь составляла около 100 км².
Заселение берегов озера людьми началось с VIII века на территории современной Ольховки. В Раннем Средневековье через озеро проходил обходной маршрут пути «из варяг в греки». В XIII веке на песчаных холмах северного берега озера существовал самый большой погост Приладожья — Саккола (ныне ― Громово). В 1323 году после подписания Ореховского мира восточная часть Карельского перешейка, в которую входило Суходольское, перешла Новгородской республике. В 1478 году Новгород стал частью Великого княжества Московского. В «Писцовой книге Водской пятины Дмитрия Китаева 7008 года» 1499 или 1500 года упоминается торговый город на волоке из Суходольского в Ладожское озеро ― Волочек Сванский (ныне ― Соловьёво). После подписания Столбовского мира в 1617 году северо-западное Приладожье, включая Суходольское, было передано Швеции.
Во время Северной войны с 1703 по 1707 год на севере Суходольского озера происходили боевые действия между Русским царством и Швецией. В 1707 году после боя при Кююрёля весь Карельский перешеек был захвачен Русским царством, но вскоре русским войскам пришлось отступить. Окончательно Карельский перешеек перешёл Русскому царству после осады Выборга в 1710 году.
В 1741 году жителями Тайпале (Волочка Сванского) велись работы по созданию канала между Суходольским и Ладожским озёрами. Канал не был вырыт до конца, однако перешеек между озёрами сократился до 50 метров. В 1744 году озеро было включено в состав Выборгской губернии. Вероятно, в 1807 году солдаты Русской императорской армии тоже предпринимали попытки по созданию канала. В 1811 году Выборгская губерния вошла в состав Великого княжества Финляндского. Весной 1818 года жители Тайпале снова решили вырыть канал, так как в озере уровень воды был на 12,5 метров выше, чем в Ладожском. Вскоре после создания канала напор льда и воды в Суходольском расширил его и превратил в полноводную реку ― нынешнюю Бурную. Впоследствии уровень воды в Суходольском упал на 7,5 метров, подводный склон площадью 5000 гектар осушился, а ручей, соединяющий озеро с Вуоксой, пересох, вследствие чего на его месте образовался перешеек шириной 222 метра. В 1857 году жители Тайпале решили выкопать канал, который бы соединил Суходольское с Вуоксой. Канал был полностью вырыт 12 сентября того же года и позднее стал известен как Лосевская протока. Вода из Вуоксы устремилась по каналу и образовала новое русло.
На севере Суходольского в районе Сакколы 12 мая 1902 года произошло землетрясение. По шкале MSK-64 его интенсивность составляла 3—4 балла, магнитуда — около 2,0, глубина очага — 2 км.
В 1917 году Финляндия получила независимость — и вскоре, по причине холодных отношений между Финляндией и СССР, финская сторона начала активное укрепление границы. В 1923—1924 годах на мысах озера были построены опорные пункты с артиллерийскими капонирами и линиями прикрытия, так как ещё во времена Северной войны оно показало себя хорошей природной преградой. В 1939 году перед Второй мировой войной на северных берегах озера были построены укрепления линии Маннергейма: окопы, ДЗОТы, блиндажи, противопехотные и противотанковые заграждения. Во время советской-финляндской войны 1939—1940 годов и советско-финской войны 1941—1944 годов в районе озера проходили боевые действия: в первой войне между СССР и Финляндией, во второй к Финляндии присоединились войска Нацистской Германии, расквартированные в Финляндии. По окончании первой войны Кексгольмский (ныне — Приозерский) район вошёл в состав Карело-Финской ССР, по окончании второй войны — в состав Ленинградской области.

## Археология
На берегах Суходольского озера начиная с XIX века было обнаружено около 190 артефактов неолита. Большинство из них были обнаружены после частичного осушения озера, вызванного созданием канала между ним и Ладожским озером в 1818 году. Бо́льшая часть данных артефактов представляло собой такие каменные изделия, как топор и тесло, а также их фрагменты.
На южном берегу озера в Ольховке расположен археологический комплекс времён позднего железного века и Средневековья, исследование которого началось в XX веке финскими археологами Т. Швиндтом и А. Европеусом. В комплекс входят четыре поселения Средневековья, курганы, фрагменты керамики, культовый центр, состоящий из культового камня, источника воды и каменных насыпей, могильник, скопления каменных насыпей и куч, а также самое большое скопление чашечных камней в Ленинградской области (19 из 45) и чашечник с 42 углублениями — самым большим количеством углублений среди других чашечников Ленинградской области. Самым ранним памятником комплекса является погребение IX века, засыпанное каменной насыпью.

### На русском языке
- Ассиновская Б. А., Верзилин Н. Н., Карпинский В. В., Тронин А. А.. Сейсмогеологическое исследование очаговой зоны исторического землетрясения 13 мая 1902 года на Северном берегу оз. Суходольское :  [рус.] // Вестник Санкт-Петербургского университета. — 2010. — Вып. 1. — С. 117—128.
- Балашов Е. А. Метаморфозы топонимики Карельского перешейка: краткое исследование по этимологии географических названий. — СПб.: Нива, 2003.
- Герасимов Д. В., Ткач Е. С., Гончаров Е. Н. Раскопки неолитической стоянки Берёзово 2 в Северо-Западном Приладожье (полевые наблюдения и предварительные интерпретации) // Бюллетень Института истории материальной культуры Российской Академии наук: (охранная археология)  / под науч. ред. Н. Ф. Соловьева. — СПб.: Периферия, 2018. — № 8. — С. 9—20. — ISBN 978-5-907053-11-3.
- Кириллова В. А., Распопов И. М. Озёра Ленинградской области. — Л.: Лениздат, 1971.
- Кисловской С. В. Знаете ли вы? Словарь географических названий Ленинградской области. — Лениздат, 1974. — 182 с.
- Кудерский Л. А. Избранные труды. Исследования по ихтиологии, рыбному хозяйству и смежным дисциплинам. Том 3. — Санкт-Петербург—Москва: Товарищество научных изданий КМК, 2013. — 527 с. — ISBN 978-5-87317-897-1.
- Мирзакаримова Е. Форельные берега // Машины и механизмы : журнал. — 2019. — 169 10. — С. 72—79. — ISSN 1999-2920.
- Нордквист К., Херва В.-П., Санделл С. Вода и водные объекты как сакральные элементы в эпоху неолита–энеолита на Северо-Западе России = Water and watery places as sacred elements during the Neolithic and Eneolithic periods in Northwest Russia // Археология сакральных мест России. Сборник тезисов докладов международной научной конференции (Соловки, 7–12 сентября, 2016 г.)  / пер. Д. В. Герасимова. — 2016. — С. 25—30.
- Окладникова Е. А. Управление перспективными возможностям использования археологических и этнокультурных ландшафтов Ленинградской области // Вестник факультета управления СПбГЭУ. — 2017. — С. 205—216.
- Сакса А. И. Древняя Карелия в конце I – начале II тысячелетия н. э. Происхождение, история и культура населения летописной Карельской земли. — Санкт-Петербург: Нестор-История, 2010. — 400 с. — ISBN 978-598187-583-0.
- Сакса А. И., Бельский С. В., Мизин В. Г. Новые находки чашечных камней у д. Ольховка Приозерского района Ленинградской области // Краткие сообщения Института археологии. — 2018. — Вып. 251. — С. 249—259.
- Смирнов В. Н. А как они еще раньше назывались?: Историко-топонимический словарь Карельского перешейка и других земель Водской пятины (по «Переписной книге Водской пятины 1500 года»). — Издательские решения, 2022. — 380 с. — ISBN 978-5-0056-7706-8.
- Суслова Е. Д., Овчинникова Е. В. Церковные приходы Корельского уезда в XVI — начале XVII веков // Научный диалог. — 2022. — Т. 11, № 9. — С. 443—471.
- Шитов Д. И. Карельский перешеек — земля неизведанная. Часть 4. Юго-восточный сектор: Рауту [Сосново] — Саккола [Громово]. — 3-е изд. — СПб., 2007. — 320 с.

### На других языках
- Topelius Z. Boken om Vårt Land: läsebok för de lägsta läroverken i Finland (швед.). — Helsingfors: G. W. Edlund, 1876. — ISBN 951-553-209-4.